# Mastozoologi
Mastozoologi eller mammalogi er en gren af zoologien, der omhandler studiet af pattedyr – en klasse af hvirveldyr med egenskaber såsom varmblodet stofskifte, pels, hjerte (fire kamre) og et komplekst nervesystem.